# Гільєрмо Аро
Гільє́рмо Аро (ісп. Guillermo Haro; 21 березня 1913 — 26 квітня 1988) — мексиканський астроном.

## Біографічні відомості
Гільєрмо Аро народився в Мехіко. Закінчив Національний автономний університет в Мехіко. У 1941 працював в астрофізичній обсерваторії Тонанцинтла, в 1944—1946 — у США: спочатку в обсерваторії Кейзівського технологічного інституту (Клівленд), в 1945—1946 рр. — в Єркській обсерваторії і Мак-Доналд. У 1947—1972 рр. працював у Національній астрономічній обсерваторії Національного автономного університету (у 1948—1958 — її директор), керував створенням ще однієї обсерваторії цього університету в горах Сан-Педро-Мартір. З 1950 р. — також директор астрофізичної обсерваторії Тонанцинтла. Заснував Національний інститут астрофізики, оптики і електроніки в Тонанцинтла і в 1972—1983 рр. був його першим директором. З 1984 р. — співробітник Інституту астрономії Національного автономного університету.
Основні наукові роботи присвячені вивченню різних типів пекулярних об'єктів в нашій Галактиці. 1950—1952 року відкрив (незалежно від Дж. Г. Гербіґа) зореподібні об'єкти з характерними потужними емісійними лініями у спектрах (об'єкти Гербіґа—Аро). За сучасними уявленнями, це невеликі хмари газу, що рухаються крізь міжзоряне середовище з надзвуковою швидкістю; вони можуть утворюватися внаслідок спалахів поблизу зір типу T Тельця.
1953—1954 виявив спалахову активність (зміни блиску на 0,5–1,0m протягом 20–60 хвилин) у деяких зір туманності Оріона, а потім — і в інших зоряних агрегатах різного віку. Це відкриття поклало початок широкому вивченню спалахуючих зір у зоряних асоціаціях і скупченнях. 1952 р. внаслідок пошуків нових об'єктів з емісійними лініями Аро відкрив 67 нових планетарних туманностей (на той час їх було відомо лише 342).
1955—1956 розробив фотографічний метод для вивчення зір типу Т Тельця із потужним ультрафіолетовим випромінюванням. За допомогою цього методу спільно з Віллемом Лейтеном досліджував на Паломарському 48-дюймовому телескопі Шмідта велику ділянку поблизу південного галактичного полюса і виявив (1962) 8746 зореподібних блакитних об'єктів до 19-ї зоряної величини (згодом деякі з них були ототожнені з квазарами). Аро виявив і вивчив 44 галактики з потужним ультрафіолетовим випромінюванням (докладніше див. Галактики Аро).
Досліджував області іонізованого водню в галактиках M31, M33, M82 і M83. Відкрив 11 нових зір у Галактиці, одну позагалактичну нову, одну позагалактичну наднову, одну комету (Аро-Чавіри 1954 k).
Великі заслуги Аро в розвитку астрономії в Мексиці — і в організації наукових центрів, і в підготовці молодих астрономів. Його роботи визначили основні напрями астрономічних досліджень, що велися в Мексиці.
Редактор «Бюлетеня обсерваторій Тонанцинтла і Такубайя» (1951—1974) і «Бюлетеня обсерваторії Тонанцинтла» (з 1974).
Член Академії наукових досліджень (Мехіко) з часу її заснування (1959), її президент в 1960—1962, член Національної колегії (з 1954), член Колумбійської академії точних фізичних і природних наук (1970), віце-президент Міжнародного астрономічного союзу (1961—1967).
Золота медаль ім. Луіса Г. Леона Мексиканського астрономічного товариства (1953), Національна наукова премія (1963), Золота медаль ім. М. В. Ломоносова АН СРСР (1985).